# Koldioxidneutral
Koldioxidneutral är ett förenklat populärvetenskapligt begrepp som innebär att den koldioxid som bildas vid förbränning av ett ämne, tidigare har tagits upp från luften då ämnet (eller ett tidigare stadium till ämnet) har växt. På så sätt ingår koldioxiden i ett kretslopp där mängden koldioxid i luften inte förändras.
Till gruppen icke-koldioxidneutrala ämnen anses höra produkter som kommer från till exempel råolja, stenkol, brunkol, naturgas och dylikt.
Normalt sett är alla ämnen från växter och djur koldioxidneutrala, till exempel trä, grödor, slaktavfall med mera. 
Även rötslam från avloppsreningsanläggningar anses vara koldioxidneutralt, då rötslammet kommer från fekalier som i sin tur kommer från växter eller djur som tidigare har tagit upp koldioxid under sin levnad.
Ordet koldioxidneutral används ofta i sammanhang där man jämför miljöbelastningen av transporter, uppvärmning av lokaler med mera.